# Marruvium
Marruvium o Marrubium (grec antic: Μαρούϊον) va ser la capital dels marsis, a la riba del Lacus Fucinus i a uns 20 km d'Alba Fucensis. El nom deriva sens dubte d'altres formes del nom dels marsis, que es coneixien com a marruvis o marrubis. Virgili els anomena «de gente Marruvia». Sili Itàlic diu que el nom provenia d'un cert Marrus que segons ell era un heroi epònim dels marsis. Era a la vora d'un rierol anomenat Pitonius, probablement el modern Giovenco.
No hi han notícies de Marruvium d'abans de la conquesta romana, però sota l'Imperi era un municipi romà molt pròsper segons afirmen Estrabó i Plini el Vell, que l'anomenen «splendidissima civitas Marsorum Marruvium». Sovint apareix amb el nom de Civitas Marsorum que a l'edat mitjana es va convertir en Civitas Marsicana. Al Liber Coloniarum se l'anomena Marsus municipium. A l'època cristiana va ser la seu d'un bisbe que el 1580 es va traslladar a Pescina. Modernament es diu San Benedetto, per un convent que hi ha a la zona. Queden ruïnes de l'antiga ciutat, especialment les muralles i restes de l'amfiteatre, i també inscripcions, estàtues i altres objectes menors.